# Шансе (Горња Саона)
Шансе (фр. Chancey) насеље је и општина у источној Француској у региону Франш-Конте, у департману Горња Саона која припада префектури Везул.
По подацима из 2011. године у општини је живело 165 становника, а густина насељености је износила 21,4 становника/km². Општина се простире на површини од 7,71 km². Налази се на средњој надморској висини од 226 метара (максималној 298 m, а минималној 224 m).

## Демографија
| 1962. | 1968. | 1975. | 1982. | 1990. | 1999. | 2011. |
| ----- | ----- | ----- | ----- | ----- | ----- | ----- |
| 167   | 158   | 133   | 127   | 130   | 119   | 165   |

График промене броја становника у току последњих година